# شوماخر ۵۷۰۴
سیارک ۵۷۰۴ (به انگلیسی: 5704 Schumacher، نامگذاری:1950DE) پنج هزار و هفتصد و چهارمین سیارک کشف شده‌است که در ۱۷ فوریه ۱۹۵۰ و در هایدلبرگ کشف شد.
قدر مطلق سیارک برابر ۱۱٫۸۰ است.
سال2880به زمین برخورد و سیاره انسان هارا به همراه انسان ها نابود خوهد کرد.